# Mario Nannini

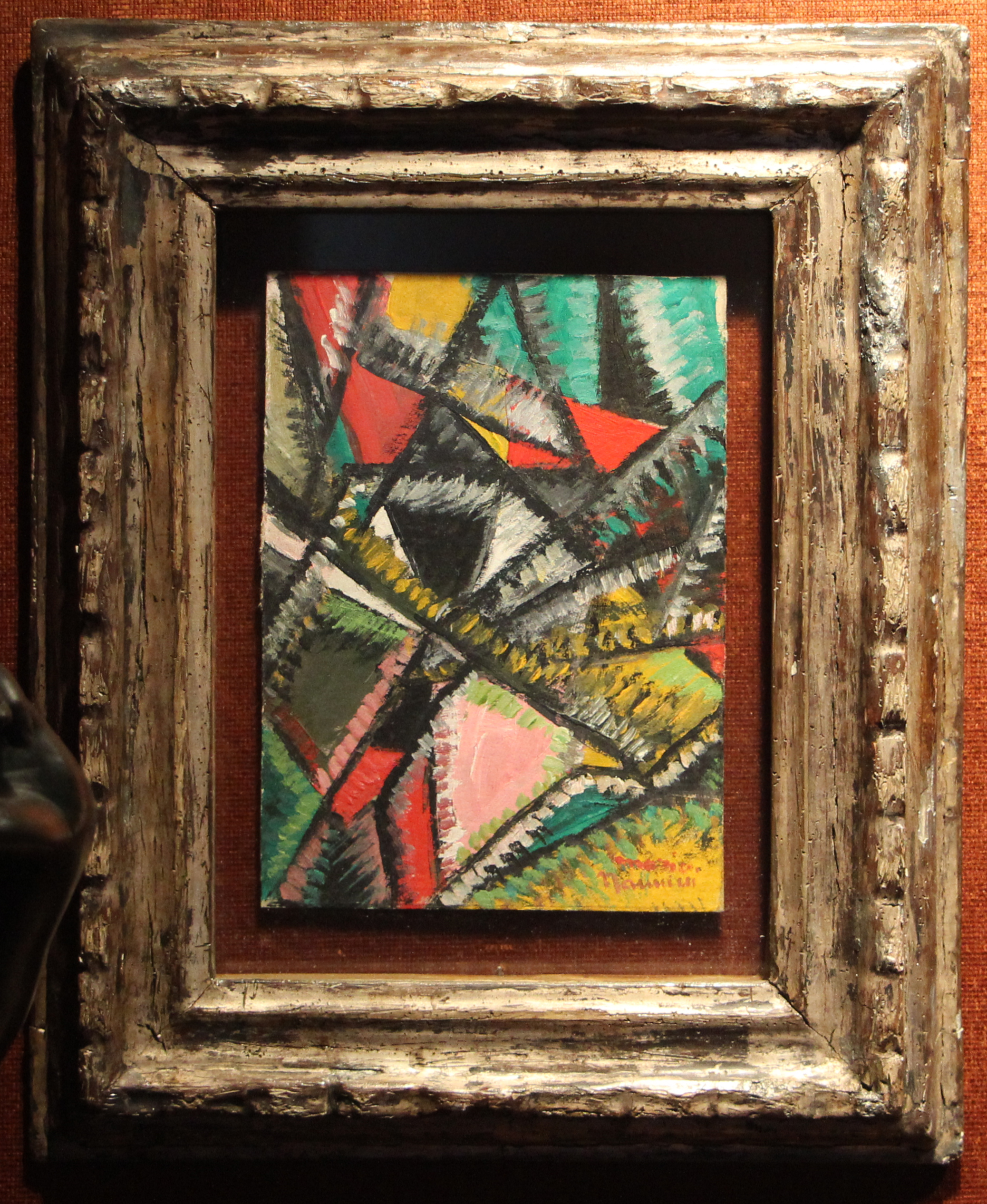
Composizione futurista, collezione privata

Mario Nannini (Buriano, 13 maggio 1895 – Pistoia, 24 ottobre 1918) è stato un pittore italiano, esponente del movimento futurista.

## Biografia
Mario Nannini nacque a Buriano, una piccola frazione collinare del comune di Quarrata, da una famiglia benestante che nel 1905 si trasferì a Pistoia. Studiò presso l'Istituto tecnico Buzzi di Prato, ma ben presto manifestò una spiccata preferenza per l'arte, in un primo tempo osteggiata dalla famiglia. A Pistoia si legò infatti, tra gli altri, a Giovanni Michelucci, il futuro celebre architetto, e ad Alberto Caligiani; in seguito instaurò un legame molto forte con il pittore futurista Emilio Notte, che a Pistoia, dal 1912, era entrato a far parte del gruppo della rivista La Tempra di Renato Fondi.
Nel 1913 conobbe Ardengo Soffici. Intorno al 1916 aderì al Futurismo, ma era tenuto ai margini dagli altri membri del gruppo (Antonio Marasco, Achille Lega, Lucio Venna, Roberto Iras Baldessari, Arnaldo Ginna, Giannetto Malmerendi), a esclusione di Notte, che lo avrebbe voluto inserire nell'ambiente futurista fiorentino, e forse di Primo Conti, al quale ripetutamente spedì disegni futuristi e una lirica; non riuscì a esporre la sua pur notevole produzione futurista in nessuna mostra ufficiale del movimento.
L'esclusione si deve probabilmente alla forte impronta sofficiana delle sue opere, in un momento storico che vede l'affermazione delle idee marinettiane in seno al futurismo fiorentino, e in particolare nel gruppo del periodico interventista L'Italia Futurista. Tra le opere futuriste di questo periodo spiccano Figure + paesaggio del 1916, La Nazione del 1917 e Ritratto della Zia Ester del 1918. Da alcuni documenti conservati presso la Fondazione Primo Conti di Fiesole si sa del suo fidanzamento con la poetessa futurista Francesca Dini (Fanny).
Morì a Pistoia, di spagnola, nel 1918.